# Кубок світу з регбі

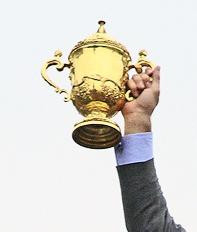
Кубок Еліса

Кубок світу з регбі — найпрестижніше змагання в світовому регбі. Розігрується що чотири року під егідою ІРБ.
Змагання за кубок світу проводяться між збірними командами країн членів ІРБ. Переможець отримує право називатися чемпіоном світу й престижний трофей — кубок Еліса. Перший розіграш кубку світу відбувся в 1987 році. Його приймали спільно Австралія й Нова Зеландія. Перемогу в турнірі отримали All blacks, вигравши в фіналі у збірної Франції.
Останнім володарем почесного трофею, що його було розіграно 2019 року, стала Збірна Південної Африки, яка у фінальному матчі обіграла Збірну Англії. Змагання відбувалися в Японії.
Кубок світу з регбі — визначне спортивне змагання. За кількість телеглядачів турнір поступається лише літнім Олімпійським іграм і чемпіонату світу з футболу.

## Переможці та призери
| Рік  | Місце проведення          |                 | Фінал                | Фінал         | Фінал            |         | За третє місце | За третє місце | За третє місце |
| Рік  | Місце проведення          | Переможець      | Рахунок              | Фіналіст      | 3-є місце        | Рахунок | 4-е місце      |                |                |
| 1987 | Австралія і Нова Зеландія | Нова Зеландія   | 29-9                 | Франція       | Уельс            | 22-21   | Австралія      |                |                |
| 1991 | Англія                    | Австралія       | 12-6                 | Англія        | Нова Зеландія    | 13-6    | Шотландія      |                |                |
| 1995 | ПАР                       | ПАР             | 15-12 додатковий час | Нова Зеландія | Франція          | 19-9    | Англія         |                |                |
| 1999 | Уельс                     | Австралія       | 35-12                | Франція       | ПАР              | 22-18   | Нова Зеландія  |                |                |
| 2003 | Австралія                 | Англія          | 20-17 додатковий час | Австралія     | Нова Зеландія    | 40-13   | Франція        |                |                |
| 2007 | Франція                   | ПАР             | 15-6                 | Англія        | Аргентина        | 34-10   | Франція        |                |                |
| 2011 | Нова Зеландія             | Нова Зеландія   | 8-7                  | Франція       | Австралія        | 21-18   | Уельс          |                |                |
| 2015 | Англія                    | Нова Зеландія   | 34-17                | Австралія     | Південна Афарика | 24-13   | Аргентина      |                |                |
| 2019 | Японія                    | Південна Африка | 32-12                | Англія        | Нова Зеландія    | 40-17   | Уельс          |                |                |
| 2023 | Франція                   | Південна Африка | 12-11                | Нова Зеландія | Англія           | 26-23   | Аргентина      |                |                |